# 戈布雷希特银元
戈布雷希特银元（英語：Gobrecht dollar）是美国铸币局于1836至1839年间铸造的一种1美元面值银币，也是该局自1806年美元银币正式停产后生产的第一种银元。这种硬币的铸造量很小，生产目的只是了解公众反响，以确定是否要重新开始铸造银元。
1835年，美国铸币局局长塞缪尔·摩尔辞职，罗伯特·M·帕特森继任。此后不久，帕特森开始有重新设计美国硬币的打算。这年下半年，铸币局首席雕刻师威廉·尼斯出现中风，克里斯蒂安·戈布雷希特获聘为雕刻师。8月1日，帕特森致信费城画家托马斯·萨利，为重新设计银元的目标做准备，他还邀请提香·皮尔设计硬币的背面。萨利创作的正面设计是呈坐姿的自由女神，皮尔设计的反面则是展翅高飞的白頭海雕，再经戈布雷希特将两人的设计雕刻成模具。新设计及试铸的样币获批后，铸币局于1836年9月开始制作金属模具。
前期试产的少数银元进入流通后因其上所刻的雕刻师姓名缩写太过明显而受到批评，所以铸币局调整了设计中戈布雷希特名字的大小和位置。1837年1月，国会通过法案将银币含银量法定标准从89.2%提升至90%，所以戈布雷希特银元中的含银量存在差异。美国铸币局一共正式生产了1900枚戈布雷希特银元，再于1840年开始生产坐姿自由女神银元，其正面设计与戈布雷希特银元基本相同。19世纪50年代，铸币局官员还在未经授权的情况下重制了包括戈布雷希特银元在内的多种硬币。

## 背景

### 1804年银元

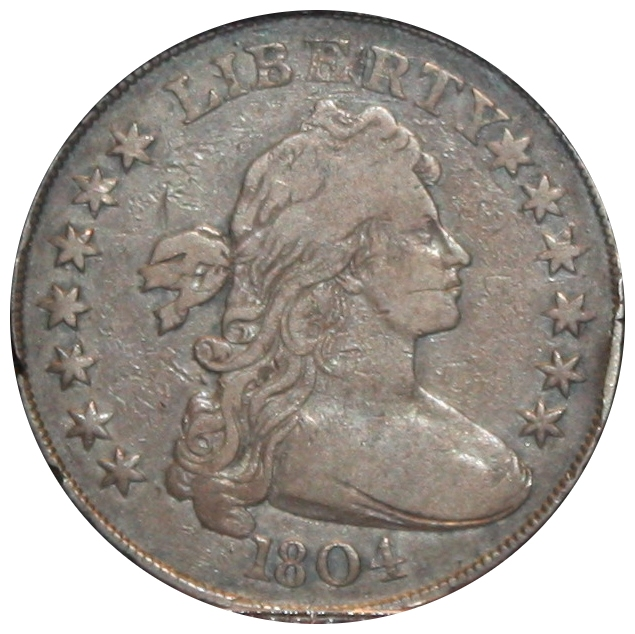
一类1804年银元

1797年，美国铸币局首次铸造美元银币。1804年，由于有大量银元被运至东亚（特别是广州）以满足当地对白银的巨大需求，铸币局非正式地中止了银元生产。1806年，当时的国务卿詹姆斯·麦迪逊正式叫停银元生产。1831年，铸币局局长塞缪尔·摩尔（Samuel Moore）发现白银外流的局势已经逆转，之前不久有大批西班牙银圆从广州运抵美国。这年4月18日，总统安德鲁·杰克逊接受摩尔的建议允许银元重新投产。
虽然获批生产，但铸币局此后两年都没有付诸实践。1834年，新任美国驻亚洲商务代表埃德蒙·罗伯茨（Edmund Roberts）建议向各国权贵赠送一套精制币。摩尔同首席铸币员亚当·艾克菲尔特商讨后错误地认定铸币局最后生产的波浪头像银元上所刻年份是1804，所以决定在新铸币上也刻上这一年份。铸币局没有直接采用硬币生产实际年份的原因不得而知，钱币学历史学家··朱利安（R.W. Julian）推测，因为新铸造的硬币非常少，所以此举有可能是为了防止引起无法获得这些硬币的大部分收藏家不满。1804年银币的确切生产数量缺乏可靠记录，已知现存于世的仅有8枚。

### 设计
1835年铸币局开始为一系列银币的生产做准备，与1804年银币不同，这些硬币旨在进入流通，借此了解公众是否会接受相应面额的硬币。1835年6月，摩尔辞去局长职务，罗伯特··帕特森（Robert M. Patterson）继任。此后不久，帕特森与两位费城画家提香·皮尔（Titian Peale）和托马斯·萨利（Thomas Sully）取得联系，请他们为硬币设计献策，新设计将用来全面取代当时铸币局生产的大部分美国硬币。铸币局首席雕刻师威廉·尼斯（William Kneass）根据帕特森的构想准备了草稿，但却很快因突发性中风导致身体部分瘫痪。政府官员很快批准了帕特森的紧急请求，聘请费城奖章设计师克里斯蒂安·戈布雷希特（Christian Gobrecht）继任首席雕刻师职务。摩尔辞职前也曾提出同样的请求，但当时并没有立即获得回应。

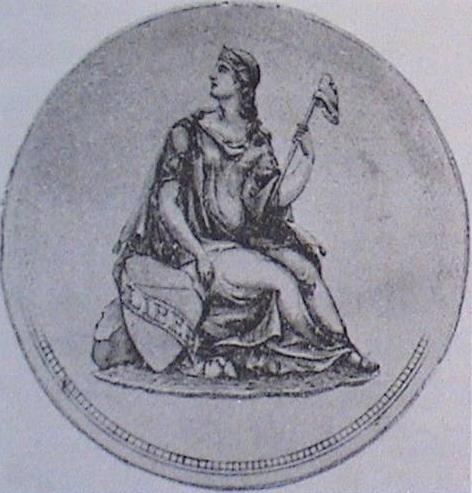
托马斯·萨利创作的坐姿自由女神形象是戈布雷希特银元正面设计的基础

帕特森在一封签署日期为1835年8月1日的信件中向萨利提议，硬币正面采用呈坐姿的自由女神形象：“人物处于坐姿——比如说坐在石头上”。帕特森还建议，自由女神的右手应该拿有一条杆子，杆子顶端撑着一顶伞状帽作为“自由的象征”。钱币学历史学家唐·塔克西（Don Taxay）指出，帕特森提议的坐姿自由女神形象和设计与当时英国已经采用的铜币设计类似：自由女神因此成为焕然一新的不列颠尼亚，她的三叉戟换成了棍子和伞状帽。帕特森还在信中向萨利阐述了自己对反面设计的构想，这一构想会由皮尔完成：“我提议用一只展翅高飞的老鹰，周围不规则地分布有24颗星星（代表当时美国的24个州），老鹰的爪子上还抓有卷轴，上书‘’字样”。帕特森希望老鹰处于展翅高飞的状态，因为他觉得美国硬币上常见的纹章式老鹰“不过是想象出来的生物”，那样的设计不会吸引人的注意。据称，戈布雷希特银元上的飞鹰是以铸币局工作人员的老鹰宠物“彼得”（Peter）为原型，这只老鹰在被意外卷入机器打死后制成标本，至今仍在铸币局展示。
1835年9月，托马斯·萨利收到帕特森寄来的一套英国硬币和奖章，为他设计坐姿自由女神的工作提供帮助。10月初，萨利给帕特森寄出3份草图，后者将之转交戈布雷希特，由他将设计雕刻成铜版。10月14日，戈布雷希特完成雕刻工作，帕特森用铜版印出多幅版画，交给政府官员等待批准。总统杰克逊、财政部长利瓦伊·伍德伯里及其他内阁成员都认可了新设计。10月17日，正当杰克逊及内阁成员审核硬币设计时，伍德伯里致信帕特森，允许他根据设计稿制作金属模具，进入下一步工序。1836年1月，铸币局先用软金属进行模具试产。生产出的硬币进入公共流通，以期获取公众意见。帕特森接下来又授权制作硬币正面的钢质模具，但由于皮尔这时尚未交出帕特森满意的设计作品，硬币背面的模具还无法开工。皮尔继续设计期间，戈布雷希特开始把大部分时间投入到美元金币的设计工作。4月9日，帕特森致信财政部长，信中包含有皮尔的多份画稿，帕特森对其中一份设计最为满意。不过，帕特森虽然已经向部长提供了推荐作品，但还是指示皮尔继续设计，直到自己满意为止。事实证明，皮尔达到了局长的要求，因为帕特森直至6月才指示戈布雷希特开始制作背面模具。8月，帕特森将一枚只印有背面图案的样币送交总统杰克逊，后者批准了硬币两面的设计。

## 生产

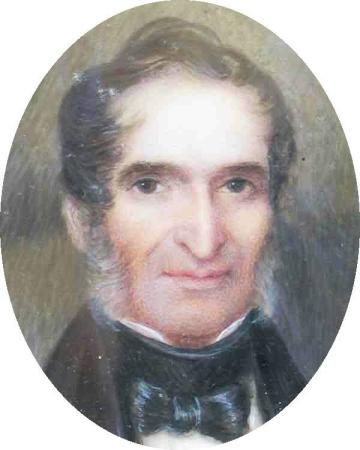
这种银元的两面模具都是由克里斯蒂安·戈布雷希特雕刻，硬币也是以他命名。

1836年，首席铸币员亚当·艾克菲尔特开始调试新银元模具。但在正式生产开始前，帕特森下令在银元上增加戈布雷希特的名字。他的全名是，缩写成，意为“克里斯蒂安·戈布雷希特制造”。1836年12月，铸币局开始生产戈布雷希特银元。铸造出的多枚硬币在费城各处发行。银元的整体设计获得好评，但许多人都批评其上雕刻师的名字过于显眼。对此戈布雷希特请求将硬币上自己的名字完全去除，但在帕特森的授意下，戈布雷希特的名字仍然保留在银元上，只是大小和位置做了调整。
银元全面投产时，其背面老鹰周围的星星从24颗增至26颗，因为美国联邦在此期间又接纳了两个新成员：阿肯色州和密歇根州。部分戈布雷希特银元铸造时保持“奖章对齐”，这意味着硬币围绕纵轴旋转时，其正、背两面的图案都是朝上的。1837年生产的戈布雷希特银元所刻年份仍然是1836，根据帕特森的指示，这些硬币的对齐方式为“硬币对齐”，与奖章对齐相反，硬币围绕水平轴旋转时，正、背两面的图像均朝向上方，这也是现今美国硬币的对齐方式。1837年1月18日，国会通过法案将银币含银量的法定标准从89.2%正式提升到90%。钱币学历史学家沃尔特·布林（Walter Breen）断定，法案通过前铸造的这些戈布雷希特银元从技术上来说都属于图案币，其铸造目的不是为了流通，而是为了测试其设计、成分或用于其他目的，因为这些硬币都没有取得国会授权。共计有1000枚标称1836的戈布雷希特银元含银量为89.2%，另有600枚为90%。法案通过前铸造的这种硬币重26.96克，之后铸造的则重26.73克。
新银元发行后获得成功，公共需求经久不衰，为此伍德伯里请帕特森生产更多银元。1838年，银元设计再度更改，去掉了背面的星星。铸币局在生产期间铸造了一定数量的图案币，这些图案币与流通币不同。少数硬币上的年份是1838，并且没有雕刻师的名字缩写字母。铸币局一共铸造了300枚刻有年份1839的流通银元，这些银元全部都是奖章对齐。由帕特森主导的这次试发行显然取得了成功，1840年起，铸币局开始全面生产坐姿自由女神银元，其正面正是根据戈布雷希特银元的正面设计，只是背面由飞翔的老鹰换成纹章式老鹰。

### 重制

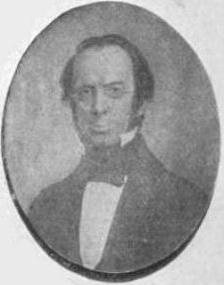
詹姆斯·罗斯·斯诺登重制了多种罕见硬币

19世纪中期，公众的硬币收藏需求大幅提升，其中对老式美国硬币的需求占到很大比例。铸币局局长詹姆斯·罗斯·斯诺登（James Ross Snowden）开始销售重制的戈布雷希特银元，并用这种硬币换取罕见的奖章（特别是那些带有前总统乔治·华盛顿形象或是与他相关的），再把这些奖章收入铸币局的硬币收藏。重制硬币的销售所得也用来购买更多的收藏品。斯诺登任内生产的这些重制币很可能是在1859至1860年铸造，但由于其他铸币局工作人员通过制作和销售早期美国硬币的重制品谋取私利的公共丑闻爆发，这一做法也基本中止。如果将重制戈布雷希特银元立起，并且让背面的老鹰呈水平状态，那么硬币的轴线就会是倾斜的，这与之前正式生产的银元不同，那些硬币的轴线正好是和老鹰平行或垂直的。出现这种情况的确切原因尚不明了，许多钱币学家认为这是斯诺登有意为之，目的是让重制币与原版不同。钱币学历史学家沃尔特·布林认为，斯诺登只不过是采用了与1856年开始生产的飞鹰1美分硬币同样的对齐方式，该硬币的设计者是铸币局雕刻师詹姆斯·巴顿·朗埃克，他在设计这种硬币时采纳了戈布雷希特和皮尔设计的背面老鹰构思。

### 脚注
1. ↑  Julian，第431–432頁.
2. 1 2  Julian，第431頁.
3. ↑  Julian，第432頁.
4. 1 2 3  Julian，第433頁.
5. 1 2  Julian，第495頁.
6. 1 2 3  Julian，第496頁.
7. 1 2  Taxay，第171頁.
8. 1 2  Julian，第499頁.
9. ↑  Lange，第46頁.
10. 1 2 3  Julian，第498頁.
11. 1 2 3  Julian，第502頁.
12. 1 2 3 4 5  Julian，第503頁.
13. ↑  Taxay，第172頁.
14. ↑  Adams & Woodin，第9–10頁.
15. 1 2  Julian，第504頁.
16. 1 2 3  Yeoman，第212頁.
17. ↑  Act of January 18, 1837，第19頁.
18. ↑  Breen，第67頁.
19. 1 2 3 4  Julian，第505頁.
20. 1 2 3  Yeoman，第213頁.
21. ↑  Yeoman，第214頁.
22. 1 2 3  Julian，第506頁.
23. ↑  Yeoman，第109頁.
24. ↑  Taxay，第239頁.

### 文献
书目
- Adams, Edgar Holmes; Woodin, William Hartman. . New York, NY: The American Numismatic Society. 1913  [2015-03-02]. （原始内容存档于2015-04-04）.
- Breen, Walter. . Albertson, NY: F.C.I. Press. 1997. ISBN 978-0-930076-01-6.
- Julian, R.W. Bowers, Q. David , 编. . Wolfeboro, New Hampshire: Bowers and Merena Galleries. 1993. ISBN 0-943161-48-7.
- Lange, David W. . Atlanta, Ga.: Whitman Publishing. 2006. ISBN 978-0-7948-1972-9.
- Taxay, Don.  reprint. New York, NY: Sanford J. Durst Numismatic Publications. 1983 [1966]. ISBN 978-0-915262-68-7.
- Yeoman, R.S.  63rd. Atlanta, GA: Whitman Publishing. 2010. ISBN 978-0-7948-2767-0.

线上来源
- United States Congress.  (PDF). United States Mint. 1837-01-18  [2015-03-01]. （原始内容 (PDF)存档于2013-05-23）.

| 前任： 波浪头像银元 | 1美元硬币 1836至1839年 | 繼任： 坐姿自由女神银元 |